# Dekanat Toszek
Dekanat Toszek – jeden z 16 dekanatów katolickich wchodzących w skład diecezji gliwickiej, w którego skład wchodzi 10 parafii. 

## Parafie dekanatu
- Boruszowice: parafia pw. Matki Boskiej Bolesnej (od 25 marca 2019)
- Koty: parafia św. św. Piotra i Pawła
- Krupski Młyn: parafia św. Józefa
- Sieroty: parafia Wszystkich Świętych
- Świbie: parafia św. Mikołaja
- Toszek: parafia św. Katarzyny Aleksandryjskiej
- Tworóg: parafia św. Antoniego
- Wielowieś: parafia Wniebowzięcia NMP
- Wiśnicze: parafia Trójcy Przenajświętszej
- Wojska: parafia Najświętszego Serca Pana Jezusa

## Historia
Archiprezbiterat (odpowiednik dekanatu w dawnej diecezji wrocławskiej) w Toszku był jednym z dwunastu na jakie w średniowieczu dzielił się archidiakonat opolski diecezji wrocławskiej.